# Хариады
Хариа́ды (бур. Хариад) — этническая группа бурятского происхождения, проживающая преимущественно на территории Монголии.

## Этноним
Хариад в переводе означает «инородный», этноним в своей основе восходит к монгольскому слову харь (иноземный, иностранный).

## История
В конце 1420-х гг. между Западной и Восточной Монголией в местности Бор нохойн зоо произошло сражение, до начала которого противоборствующие стороны выставили для борьбы своих богатырей. С ойратской стороны был выставлен хариад Хорилдай Мэргэн, а Восточной Монголии — Шигүситэй Баатур, потомок Хабуту Хасара. Хариады еще в древности представляли один из бурятских родов и входили в состав ойратов. По сведениям старожилов этого рода, проживающих в Монголии, родоначальником рода хариад был бурят Батбаянжаргал, которого (а также и его сыновей Гүнсэндара и Онхотөмөра) вскормил беркут у озера Байкал. Из этих сведений можно сделать вывод, что хариады пришли от байкальских бурят к ойратам и халхам, а их тотемом в древности был беркут.
Хариады составляли население северо-западных административных единиц Сайн-ноён хановского аймака: Далай Чойнхор вангийн хошуу, Баатар бэйсийн хошуу, Хамба хутагтын шавь. В настоящее время это территории сомонов Галт, Шинэ-Идэр, Жаргалант Хубсугульского аймака, Тосонцэнгэл, Их-Уул, Идэр Забханского аймака, Тариат, Хангай, Цахир Архангайского аймака.
В современной Монголии на севере и северо-западе среди халха, дархатов, хотогойтов распространены этнические группы с этнонимами буриад и хариад, что явно указывает на их бурятское происхождение, а также подтверждается сохранившимися легендами и преданиями. Очевидно, что потомки бурят-мигрантов XVII—XVIII вв. ассимилировались с окружающим населением, но благодаря традиции ретрансляции родословной потомки бурятских эмигрантов в северо-западной и западной Монголии сохранили бурятское самосознание.
Хариады этих двух хошунов и отока являются потомками удинско-балаганских ашибагатов. В XVII в. они составляли основной массив на крайнем западе Бурятии. Однако вследствие проникновения русских в Бурятию, основания ими сети острогов, после зверств Багаба-хана — Ивана Похабова, часть ашибагатского населения покинула Бурятию (совр. территории Нижнеудинского, Куйтунского, Тулунского, Зиминского, Заларинского районов Иркутской области) и была впоследствии расселена на территориях этих хошунов и отока. Часть ашибагатского населения вернулась на территорию Бурятии. Однако далеко не все бурятское население вернулось, большая его часть осталась и сохранилась как хариады.

## Родовой состав и расселение
Этноним ашибагад у хариадов был трансформирован. Носители разбили этноним на его составляющие, появились ач хариад, авга хариад, также появились чисто географические деления баруун хариад (западные хариады), зуун хариад (восточные хариады), дунд хариад (средние хариады). После смешения части хариадов с монгольским родом сахлаг появился род сахлаг цагаан хариад. Носителями этнонима хариад также являются роды, откочевавшие из Приангарья в XVII в.: шарануд-хариад, проживающие в Булганском аймаке, а также янгуд-хариад, расселенные к северу от Хангая.
Часть хариадов вернулась на территорию Бурятии и вошла в состав селенгинских бурят (род хариан), в частности в состав сартулов (род хариан).
Одна из семи ветвей хубсугульского рода долоон гөрөөчин носит название хориод (хариад). Хариады отмечены в составе следующих монгольских этносов: халха-монголов, хотогойтов (роды хариад, ач хариад), дархатов (род кариад (хариад)).
Род хариад зарегистрирован в сомонах Булнай (Тосонцэнгэл), Их-Уул, Тэс, Баянхайрхан, Тэлмэн, Отгон, Идэр Завханского аймака; сомонах Тариат, Хангай, Ундер-Улаан, Цахир Архангайского аймака; сомоне Тэшиг Булганского аймака; сомонах Лунэ, Бурэн, Дэлгэрхаан Центрального аймака; сомонах Шинэ-Идэр, Жаргалант, Бүрэнтогтох, Тунэл, Тариалан, Галт Хубсугульского аймака; сомоне Булган аймака Ховд; сомоне Баян-Уул аймака Говь-Алтай. Род сахлаг цагаан хариад имеется в сомонах Булнай (Тосонцэнгэл) и Их-Уул Завханского аймака Монголии.
В Монголии зарегистрированы носители следующих родовых фамилий: хариад, ач хариад, ач хариат, авга хариад, баруун хариад, дунд хариад, зүүн хариад, зүүн хариат, сахлаг цагаан хариад, хар хариад, хариад боржгин, хариад боржигин, хариад боржигон, хариад буриад, хариад дархан, хариад халх, хариадууд, хариат, харид, харийд, харийн, харь, харь буриад, хориод, хотгойд хариад, цагаан хариад.